# Тшемосна
Тшемосна (пол. Trzemosna) — село в Польщі, у гміні Далешиці Келецького повіту Свентокшиського воєводства.
Населення — 245 осіб (2011).
У 1975-1998 роках село належало до Келецького воєводства.

## Демографія
Демографічна структура на день 31 березня 2011 року:
|          | Загалом | Допрацездатний вік | Працездатний вік | Постпрацездатний вік |
| -------- | ------- | ------------------ | ---------------- | -------------------- |
| Чоловіки | 125     | 21                 | 93               | 11                   |
| Жінки    | 120     | 30                 | 62               | 28                   |
| Разом    | 245     | 51                 | 155              | 39                   |